# ジャッザール・モスク
ジャッザール・モスク(アラビア語: مسجد الجزار、ヘブライ語: מסגד אל-ג'זאר)は、イスラエルのアッカ―にあるモスクである。白モスクとしても知られるこのモスクは旧市街の城壁内にあり、ジャッザール通りに面している。名前の由来はオスマン帝国のボスニア人の知事であったアフマド・パシャ・エルジャッザール（「肉屋」）からである。

## 歴史

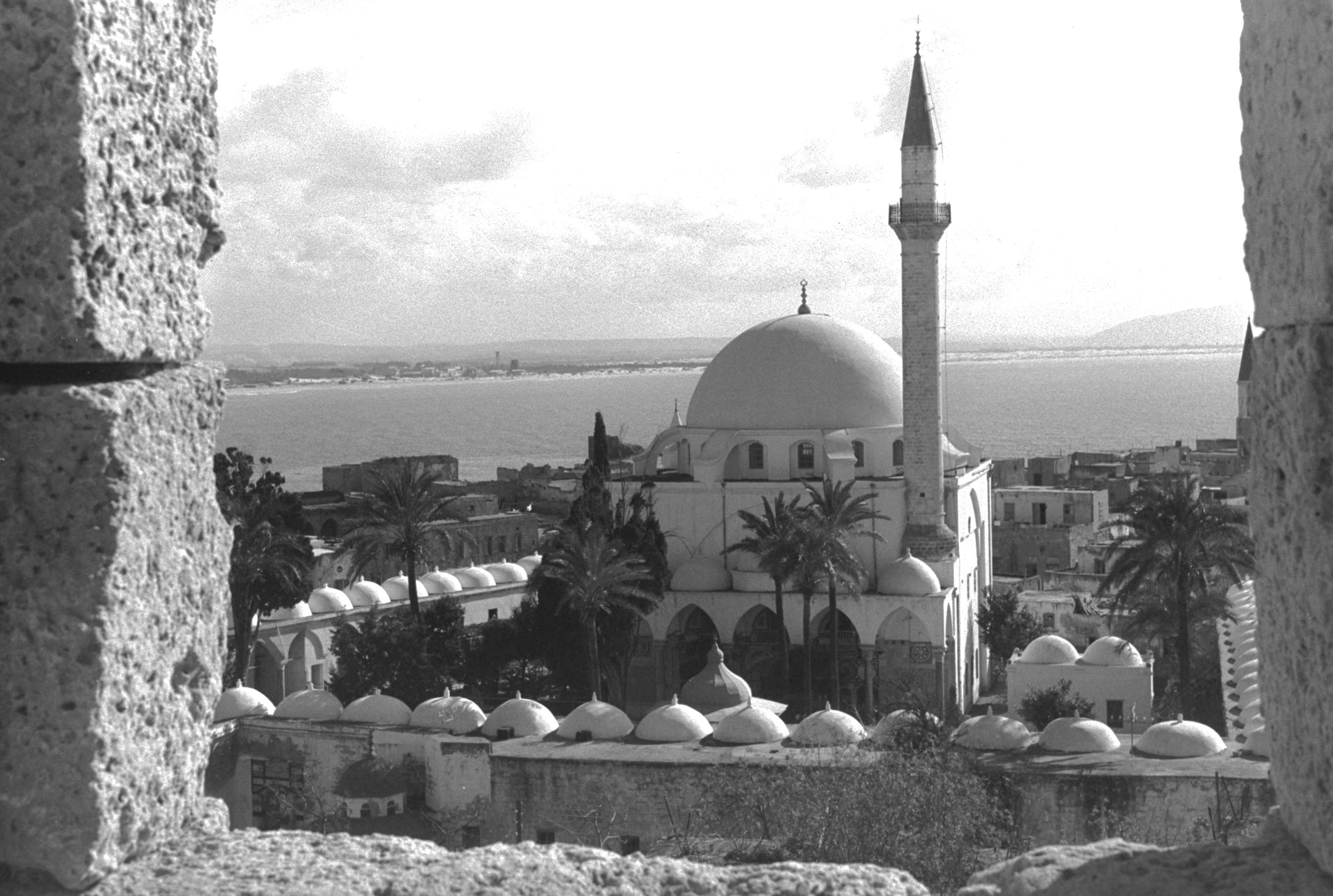
ハイファ湾とジャッザール・モスク。1959年3月。

ジャッザール・モスクは、その名を取ったアフマド・パシャ・ジャッザールの事業である。彼はアッカーに拠点を置いたシドン県とダマスカス県の知事であり、その残酷さ、強い印象を残す公共建造物、そして1799年のアッカー包囲におけるナポレオンの撃破のそれぞれで、同じくらい有名である。ジャッザールはモスクの建設を1781年に命じ、同年に完成せしめた。建築家としての訓練を欠くにも拘らず、ジャッザールはモスクの設計者であり、計画とデザインを書き上げ、 建設全体を監督した。モスク自体に加え、イスラム神学学校と学生寮とイスラム法廷と公共図書館を含む複合建築である。 モスクはその宗教的目的に加え、その壮大なサイズと付加機能は、シリアの統治者としての彼の政治的正統性を強める手段として役立つことを、ジャッザールは意図していた。 彼はオスマン帝国の首都イスタンブールのモスクに範を取った。
ジャッザール・モスクはかつてのムスリムとクリスチャンの礼拝所と十字軍の建物の上に建てられた。モスクの建築材料、特に大理石と御影石は、カエサリアとアトリトの古代遺跡と中世のアッカーから取られた。ジャッザールはモスクの建築者として複数のギリシャ人の石工を任命した。門の中には、スルタン、その父、そして「常に勝利」の銘のトゥグラ（花押）を書いた大理石の円盤がある。
モスクに隣接して、ジャッザール・パシャとその養子にして跡継ぎスレイマン・パシャとかれらの親戚の墓を含む、霊廟と小さな墓場がある。

## 建築
ビザンチン様式とペルシャ様式を取り込んだ、オスマン建築の極めて優れた例である。その優れた特徴を上げると、緑色のドームとミナレット、階段横の緑色のドーム（キオスク）がかけられている公衆水場（サビール。アブドュル・ハミト二世が建て、冷やした飲用水と飲み物を供する）、そして大きな中庭である。 
アッカーのスカイラインにそびえ立つこのモスクの元の名は「マスジド・アンワル（光明大モスク）」であり、またかつて銀白色のドームが遠くからも光って見えたため白モスクとしても知られている。ドームは現在緑に塗られている。ミナレットは螺旋状に124段の階段が中にある。
エルサレムを除けば、イスラエル最大のモスクである。

## シャアル・アンナビー（預言者の毛）
このモスクは預言者ムハンマドのあご髭の毛、または髭の房を収めている。この毛はかつてはラマダーンの断食を終える、イードルフィトルにてアッカーをパレードしたものだが、今はモスクに集まった信者たちにだけ見せられる。 聖遺物は女性用の二階桟敷のガラスの棚に収められている。

## ギャラリー

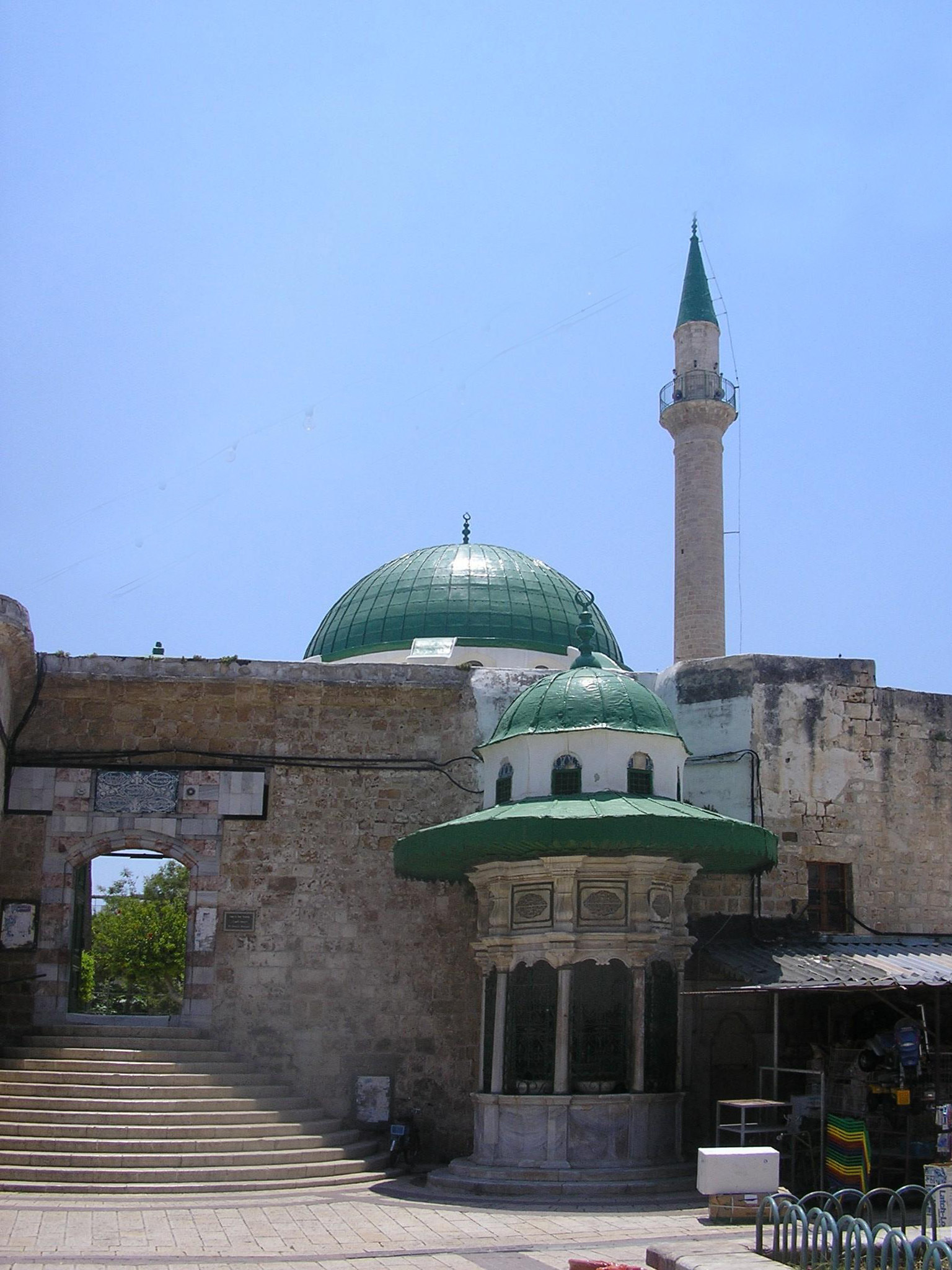
モスクの入り口。階段右にサビールがある。
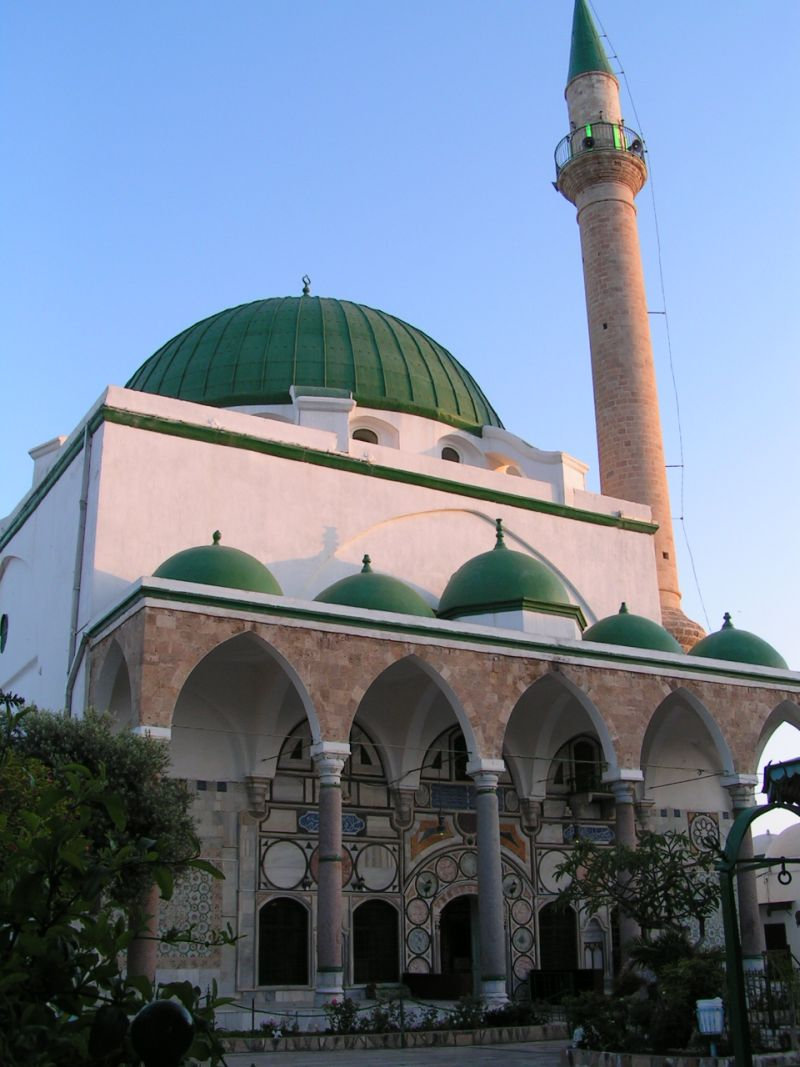
正面玄関
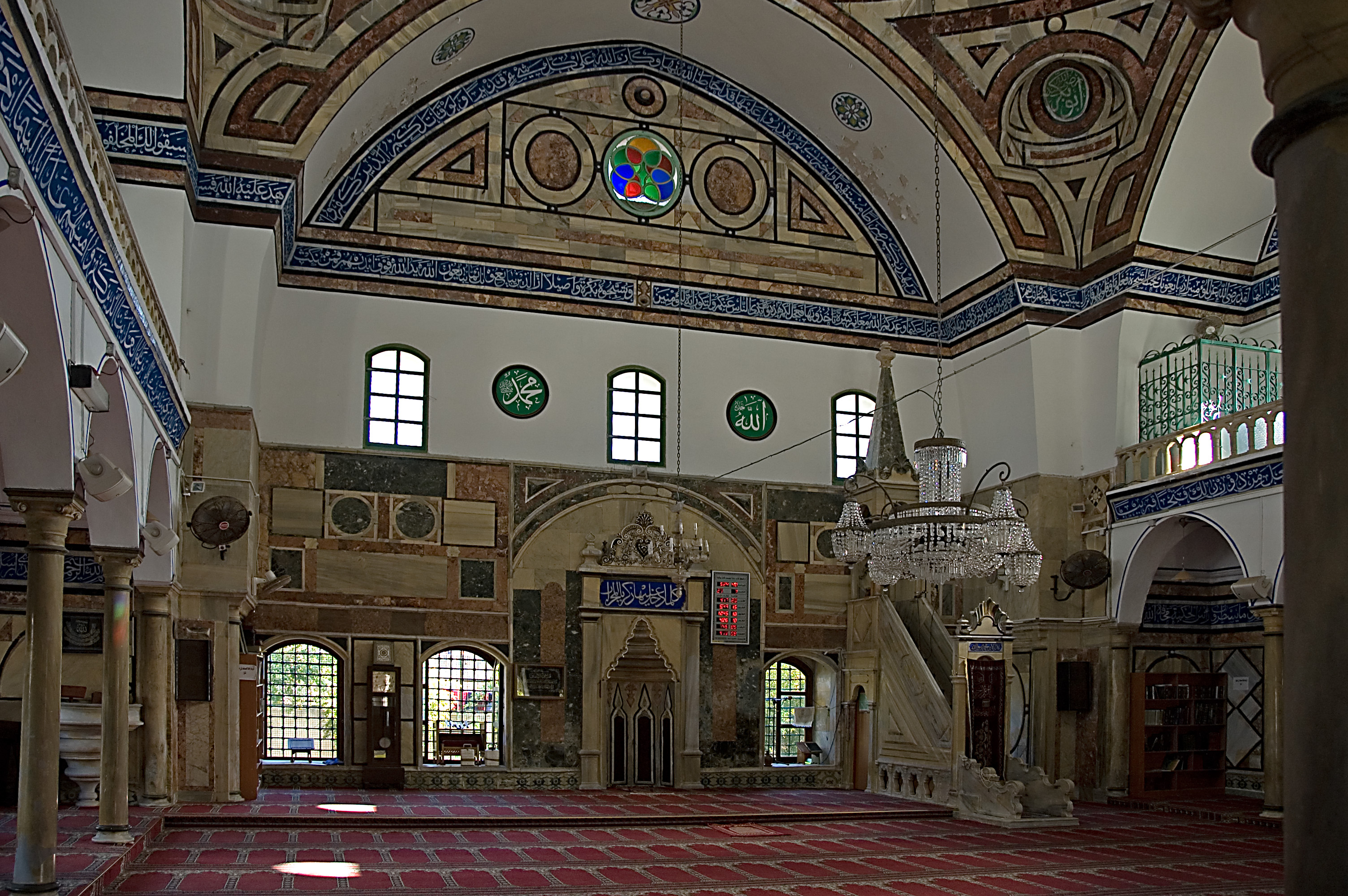
内部
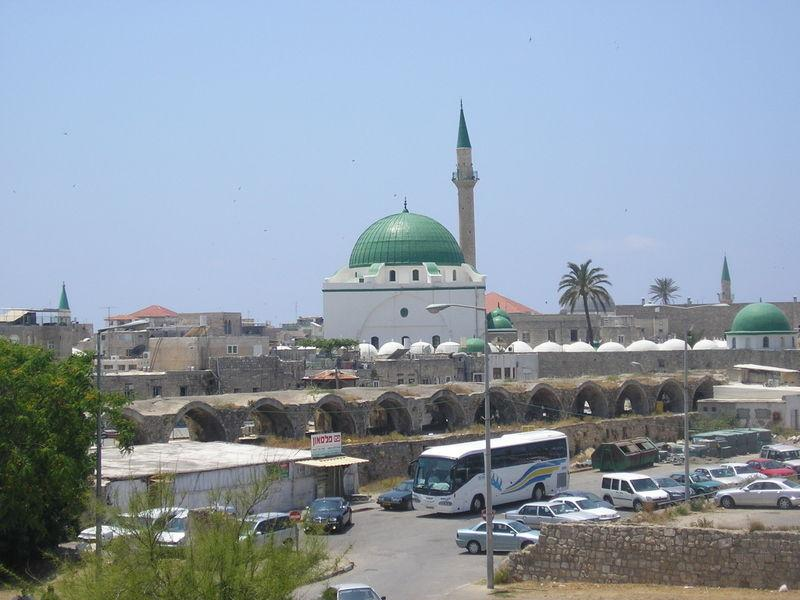
遠望
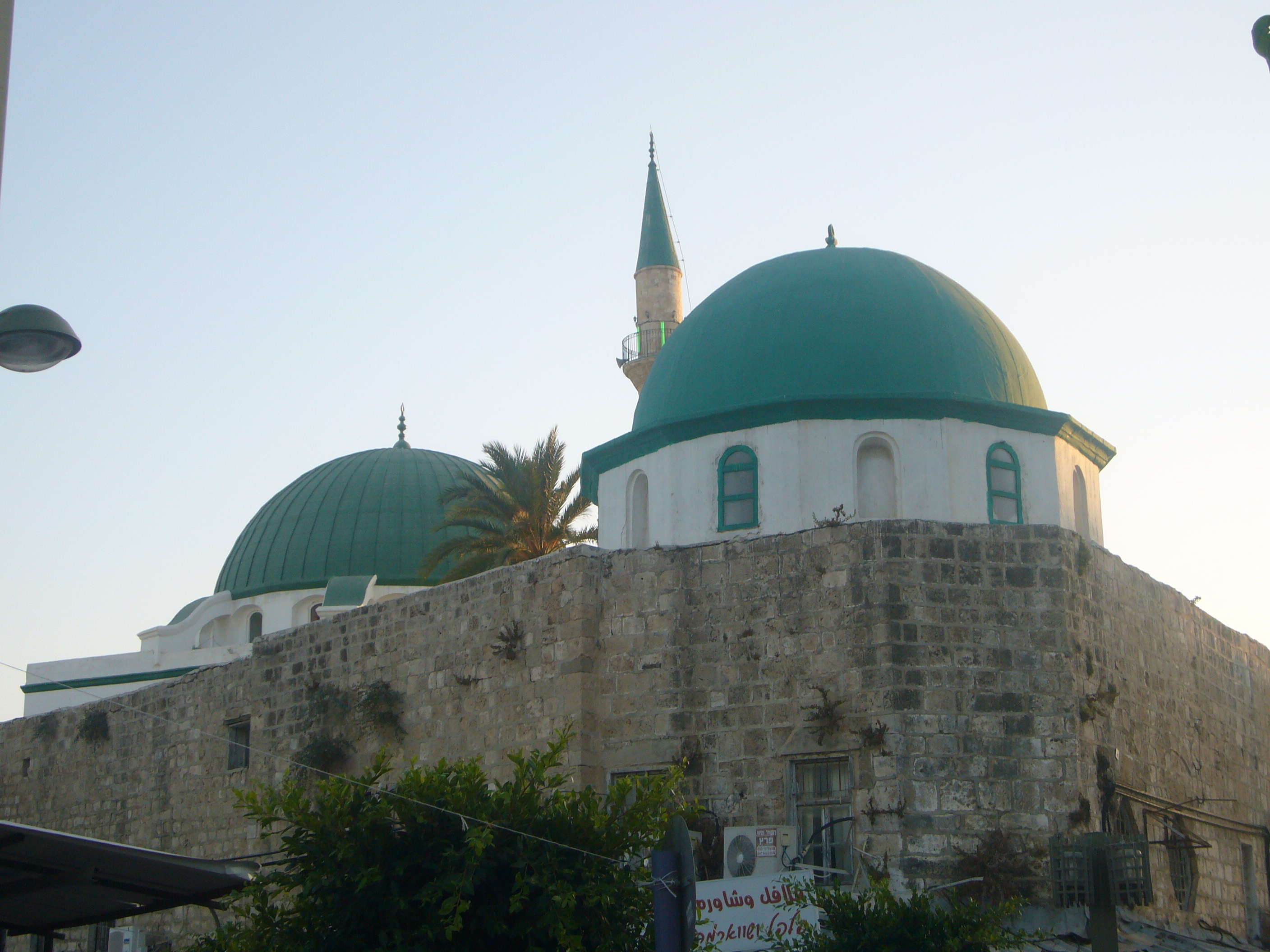
ジャッザール・モスク
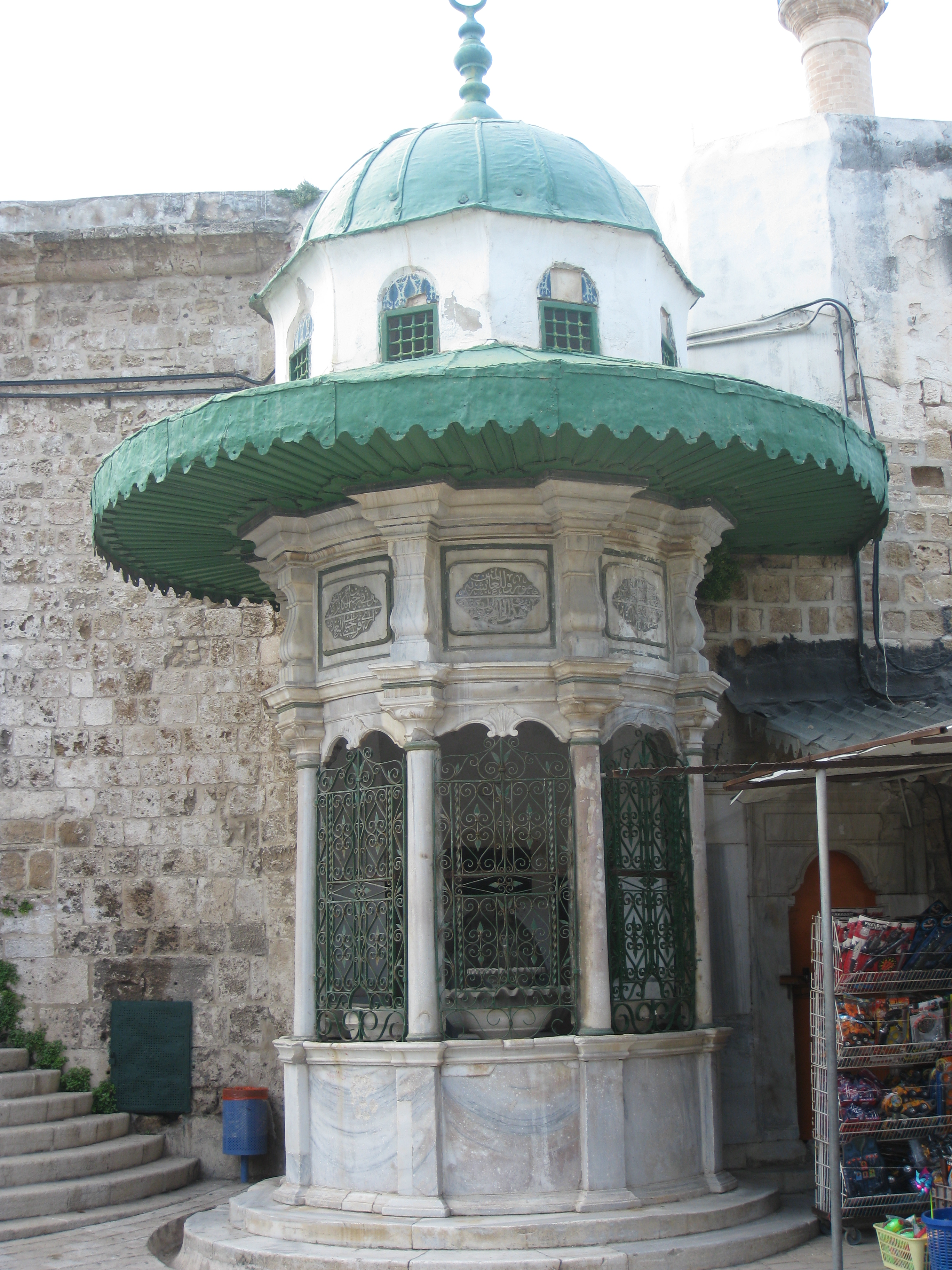
サビール
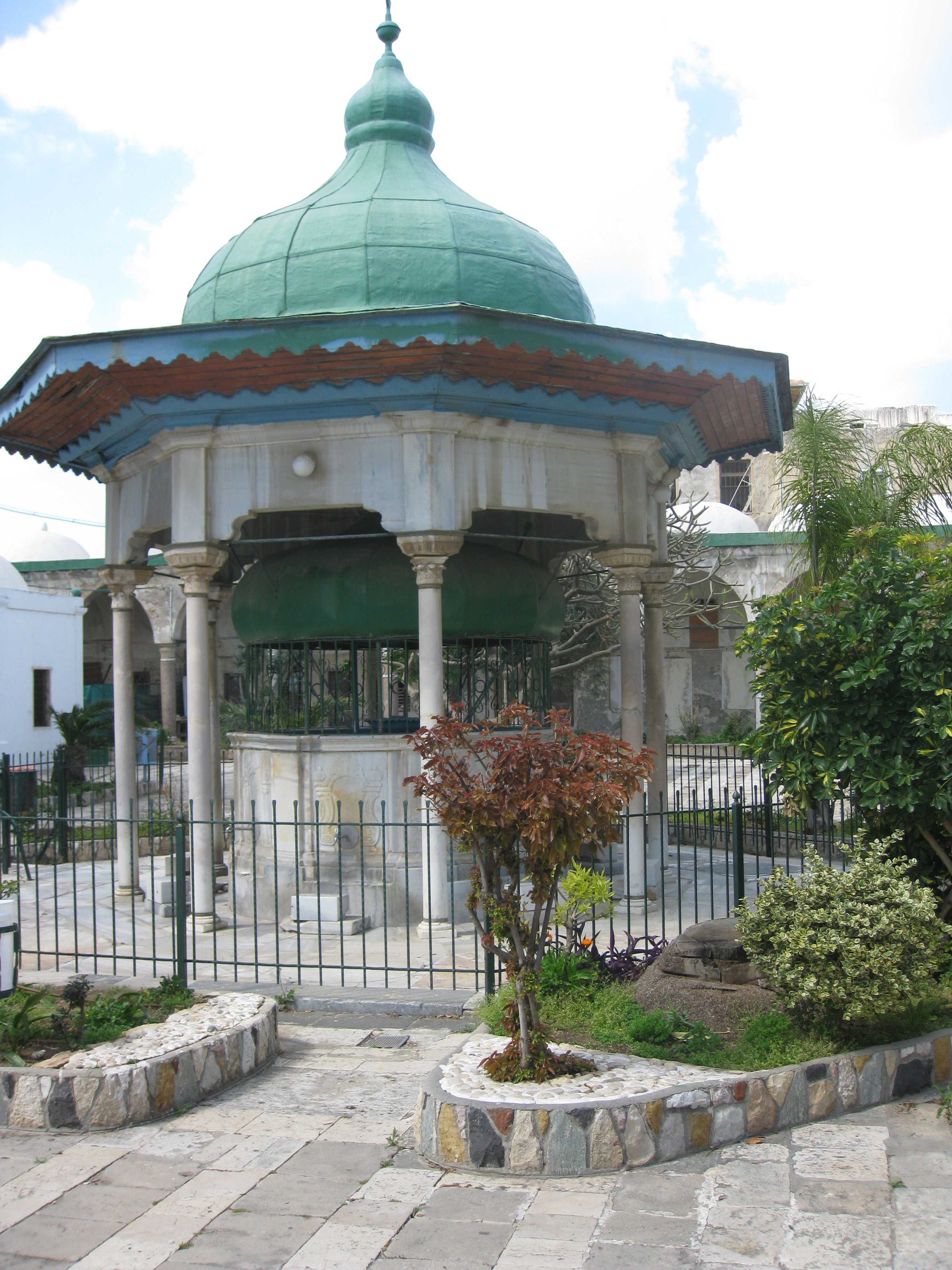
ミイダア（ウドゥ―を行う場所）
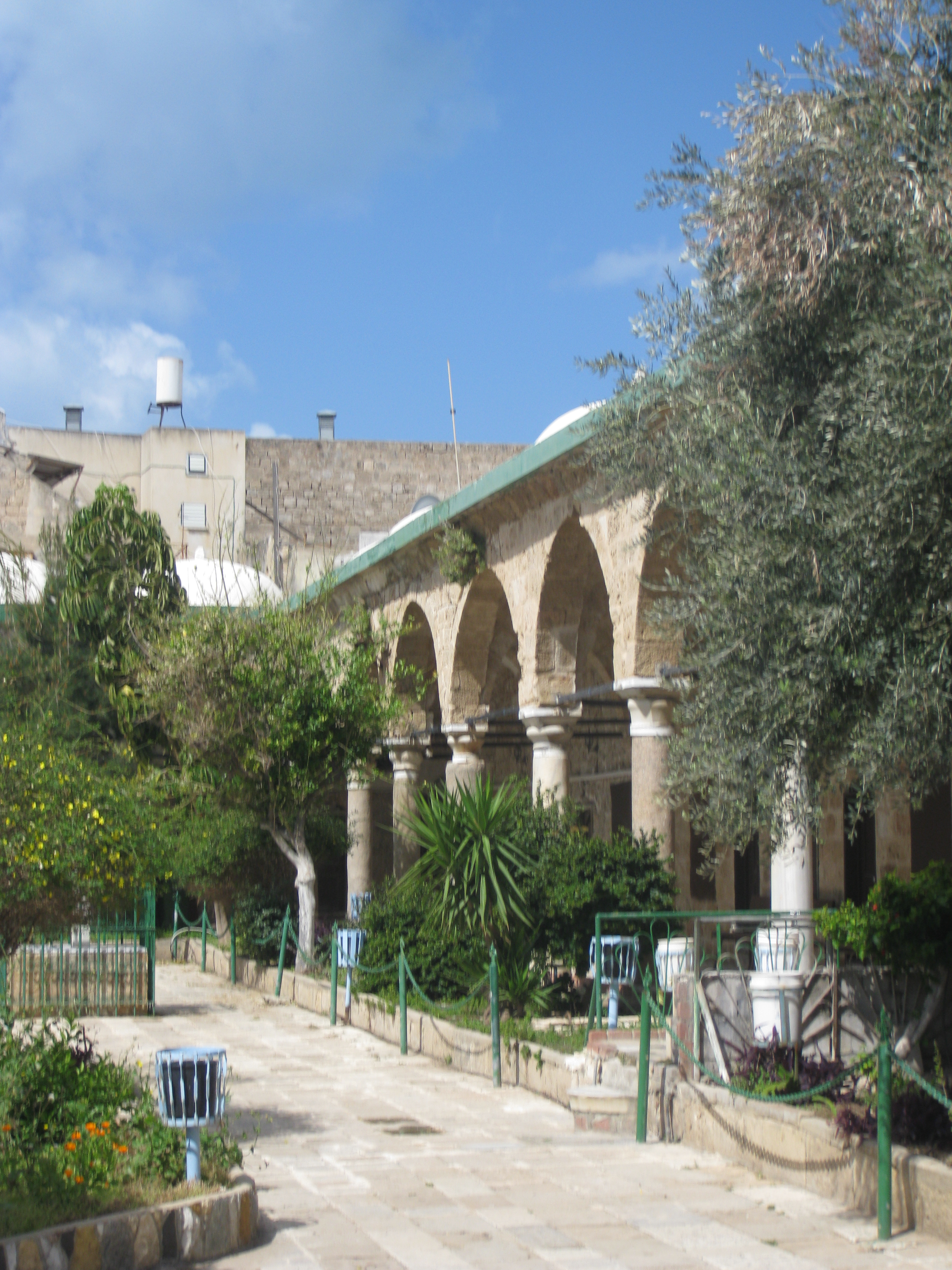
中庭